# Parque das Aves
Koordinaten: 25° 36′ 50,5″ S, 54° 28′ 57,2″ W
Der Parque das Aves (deutsch Vogelpark) ist ein privater Themenpark in der brasilianischen Gemeinde Foz do Iguaçu in der Nähe der Iguaçu-Wasserfälle im brasilianischen Bundesstaat Paraná. Er ist nach eigenen Angaben der größte Vogelpark Lateinamerikas.

## Anlage
Auf rund 16 ha Atlantischen Regenwaldes bietet er Lebensraum für rund 1300 Vögel, die 140 verschiedenen Arten angehören; daneben bietet er auch Raum für Reptilien (wie etwa Kaimane, Anakondas und Boas) und einige Säugetiere.
Der Besucherweg führt durch fünf begehbare Vivarien, wo u. a. Hokkohühner, Flamingos, Tukane, Eulen, Harpyien und Papageien, aber auch Reptilien und Schmetterlinge zu sehen sind. Der Weg ist rollstuhlgängig; zahlreiche Bänke im Schatten säumen den Weg; es gibt Toiletten (mit Wickelmöglichkeit), einen Kiosk und ein Restaurant (auch im Angebot PANCs: Plantas Alimentíciais Não Convencionais: nicht-konventionelle essbare Pflanzen).

### VivariumRios e Mangues(Flüsse und Mangroven)
Früher sah man hier Tukane, Hokkohühner und andere Arten. Heute liegt der Schwerpunkt auf Vögeln, die an Flüssen und in Mangroven des atlantischen Regenwaldes leben; insgesamt sind hier 15 verschiedene Tierarten vertreten, wie zum Beispiel Scharlachsichler, Papageien, die vom Aussterben bedroht sind, Silberreiher, Kahnschnabel und Löffler. Außerdem sieht man Fische im Wasser.

### VivariumAras und ihre bunten Reize
Hier sind Papageien wie etwa der Gelbbrustara, der Scharlachara, die Blaustirnamazone oder der Hyazinthara. Dieses Vivarium ist 60 m lang, 15 m breit und 12 m hoch und beherbergt 140 Vögel.

## Geschichte
1976 lernte die deutsche Veterinärin Anna-Sophie Helene (* 1. August 1946 in Hiddensen) in Namibia Dennis Croukamp bei der gemeinsamen Arbeit kennen. Bald verliebten sie sich und gründeten eine Familie, zu der im Laufe einiger Jahre zwei Töchter gehörten. 1980 bekamen sie einen jungen Papagei, den die Familie Pumukl nannte. In kurzer Zeit gehörte er zur Familie. Die Leute brachten immer mehr Papageien und bald war der Garten voller Vögel. 1990 zog die Familie auf die Isle of Man in der Irischen See. Ein Freund schlug der Familie vor, in der Nähe der Iguaçu-Wasserfälle einen Tierpark mit Kaimanen zu eröffnen. Jedoch meinte Dennis Coukamp, weil er Vögel möge, wolle er lieber einen Vogelpark aufbauen. Im November 1993 kauften sie 16,5 ha neben dem Iguaçu-Nationalpark und begannen, mit Rücksicht auf den Regenwald den Vogelpark zu realisieren. 1994 kamen die ersten Vögel als Geschenke oder Leihgaben von zoologischen Gärten, außerdem auch konfiszierte Vögel, die von der brasilianischen Umweltbehörde geschickt wurden. Viele Arten stammten aus anderen Kontinenten. 1994 konnte mit Hilfe eines Freunde das Borboletárium, ein Schmetterlingshaus, aufgebaut werden. Am 7. Oktober 1994 eröffnete die Familie Croukamp den Parque das Aves. Zwei Jahre später erkrankte Dennis Croukamp und starb mit 70 Jahren auf der Isle of Man. Im Vivário Rios e Mangues (deutsch: Vivarium Flüsse und Mangroven), seinem Lieblingsort, erinnert heute eine Gedenktafel an ihn.
2020 traf den Parque das Aves infolge der Corona-Pandemie hart. Während sechs Monaten, die zum Bauen genutzt wurden, blieb der Park geschlossen, und 130 Mitarbeiter wurden entlassen. Die Besucherzahl fiel von 936.000 im Jahr 2019 auf 290.000 im Jahr 2020.

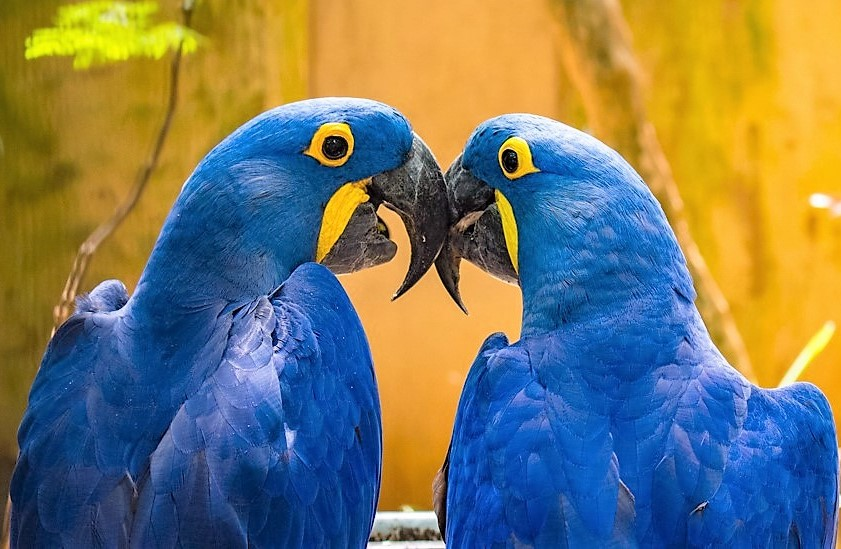
Hyazinthara
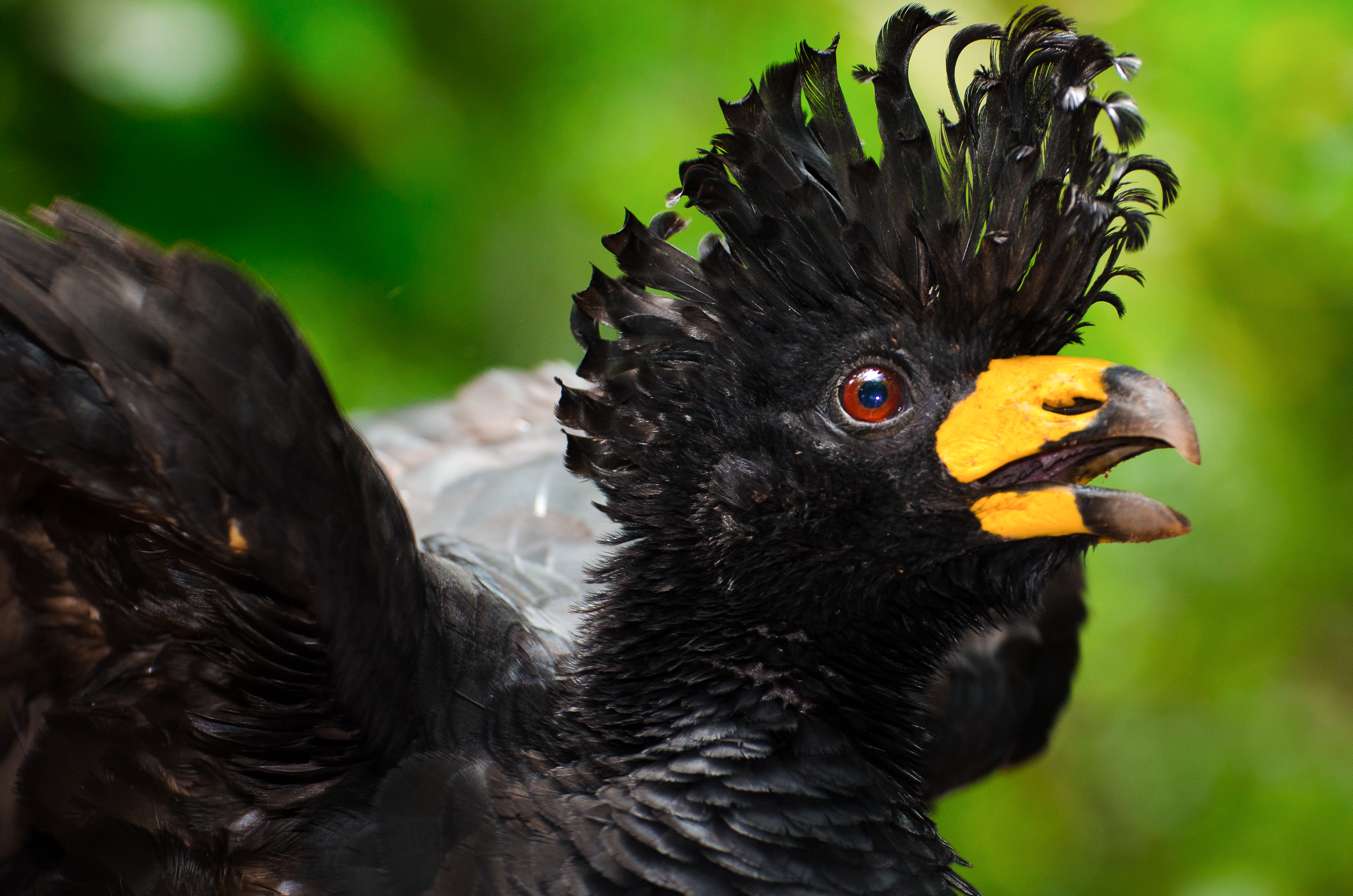
Hokkohuhn
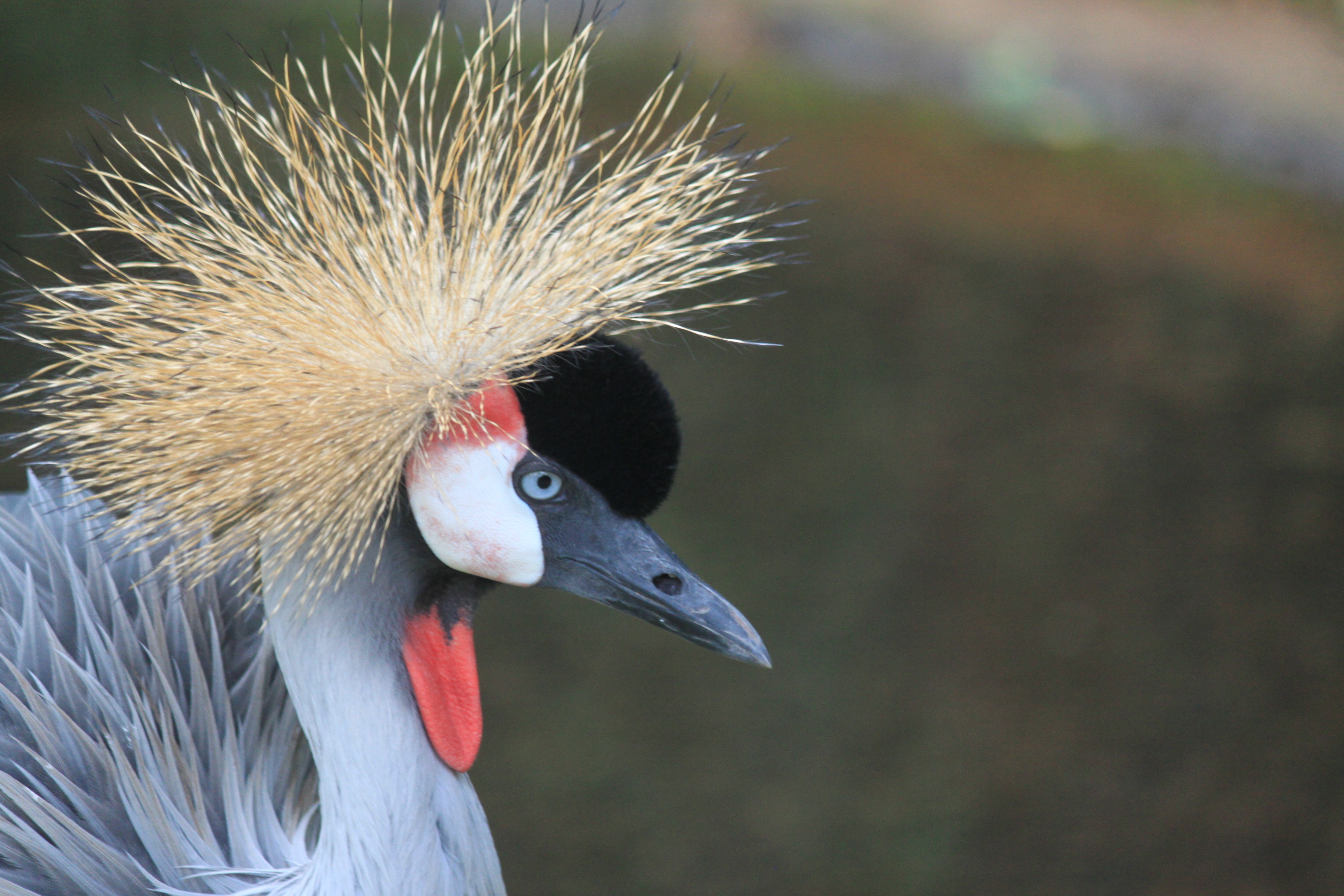
Südafrika-Kronenkranich
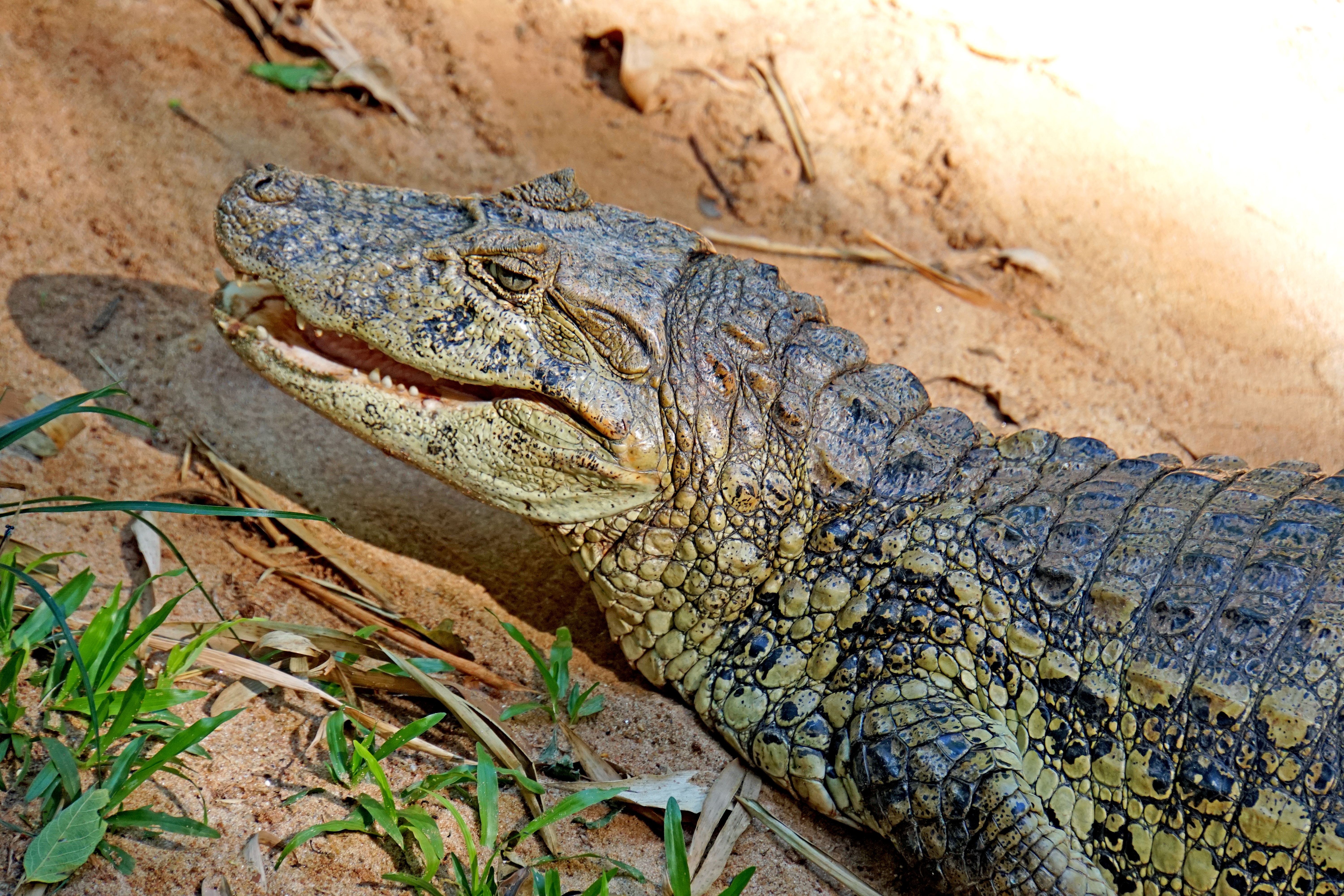
Kaiman
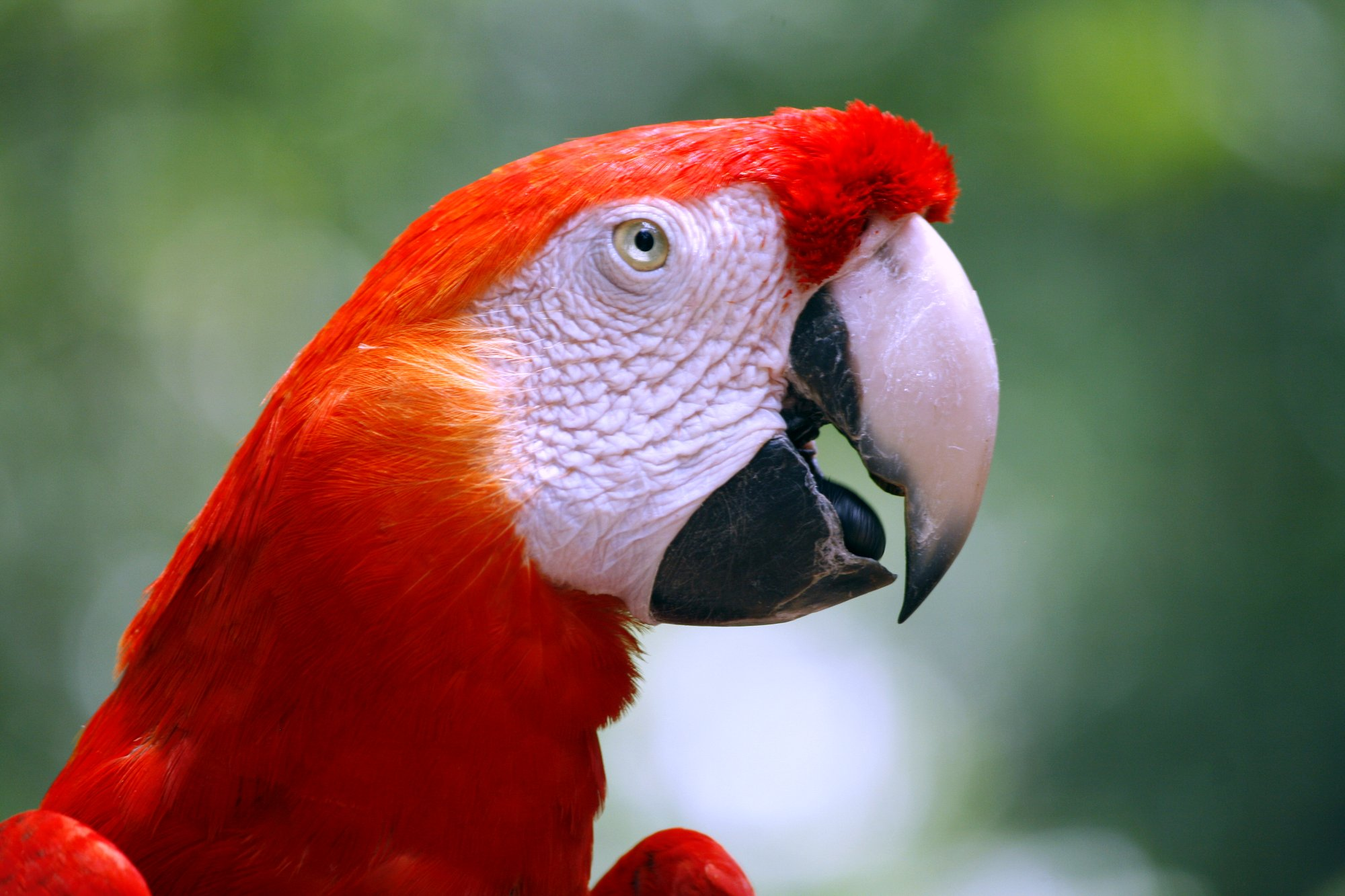
Scharlachara
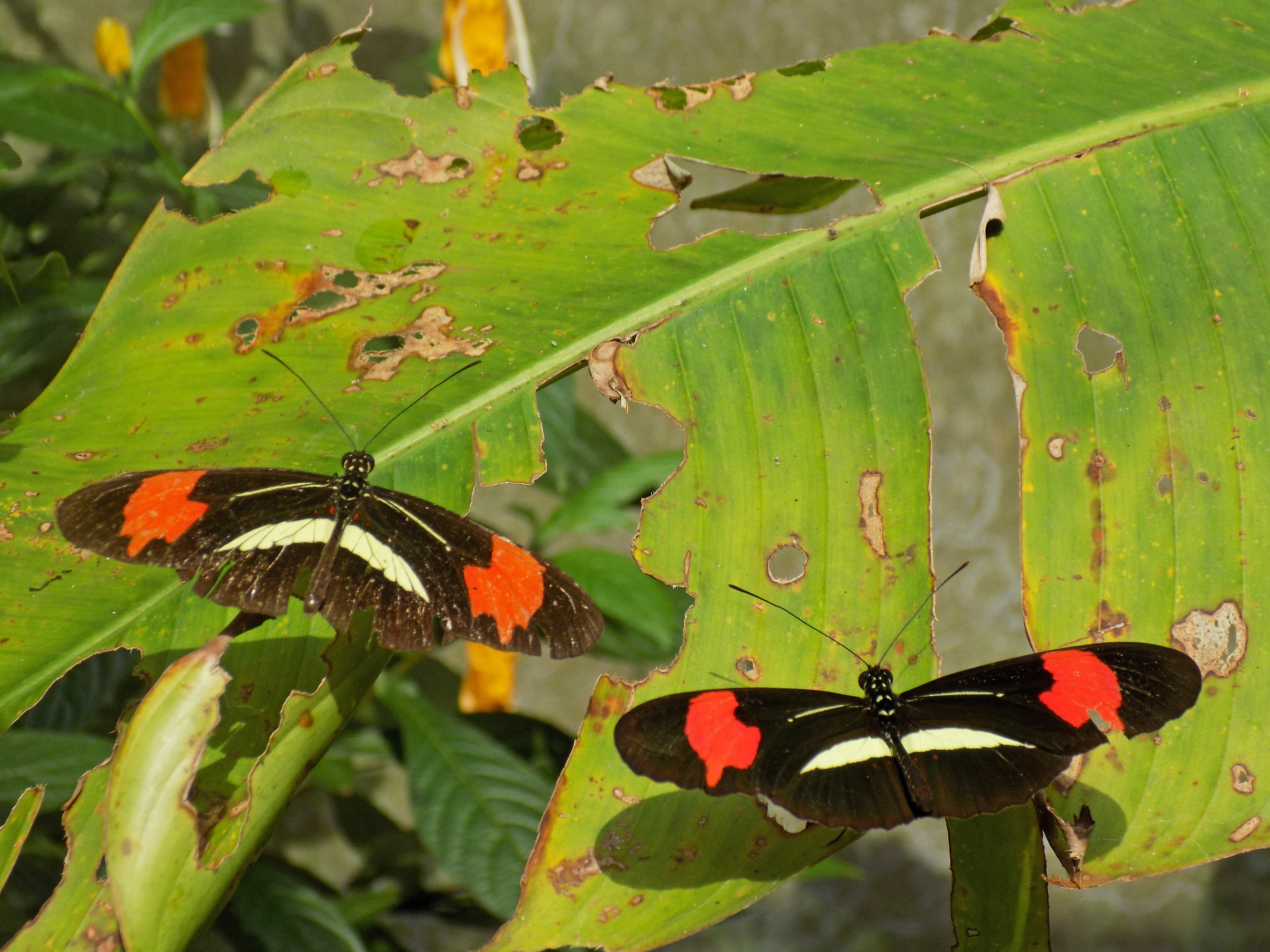
Schmetterlinge